# Cyrus Nowrasteh

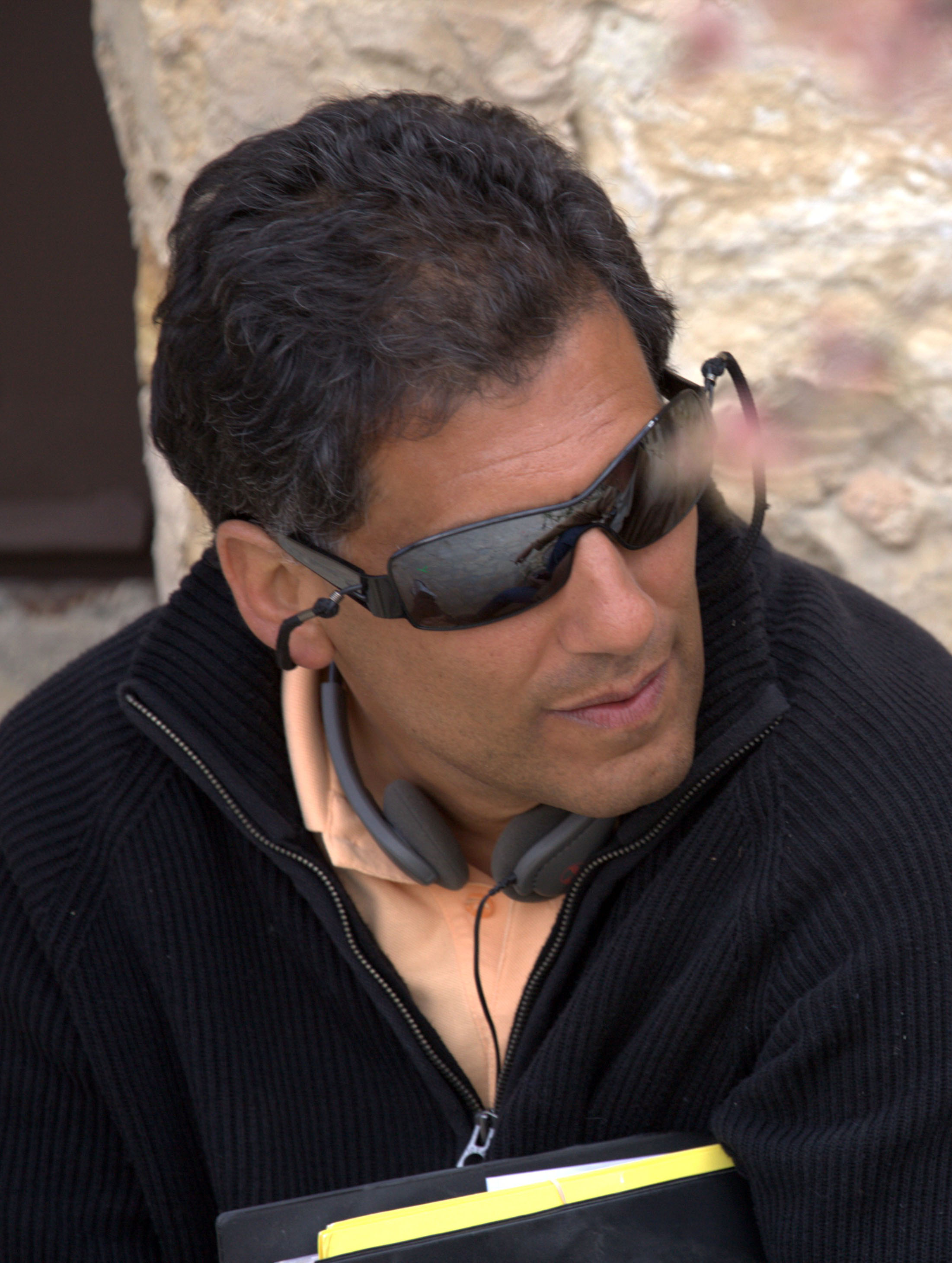
Cyrus Nowrasteh (März 2008)

Cyrus Nowrasteh (* 19. September 1956 in Boulder, Colorado, USA) ist ein US-amerikanischer Drehbuchautor und Regisseur mit iranischen Vorfahren.

## Leben und Leistungen
Cyrus Nowrasteh ist der Sohn eines ehemaligen Ratgebers des Schahs von Persien. Er wuchs in Madison, Wisconsin, auf. 1974 schloss er die Madison West High School ab. Nowrasteh hatte ein Tennis-Stipendium an der New Mexico State University. Er wechselte an die USC School of Cinematic Arts (früher USC School of Cinema-Television). Im Jahr 1977 schloss er diese Filmhochschule der University of Southern California ab. In Los Angeles gab er Tennisunterricht und verfasste Drehbücher. 1985 schrieb Nowrasteh sein erstes veröffentlichtes Drehbuch für die Serie Der Equalizer, in der Edward Woodward die Hauptfigur verkörperte. Weitere Fernsehserien folgten. Er war Autor der Pilotfolge der dramatischen Agentenserie Nikita (1997). Mit Joel Surnow, dem Schöpfer dieser Serie, ist er befreundet, sie hatten sich bei ihrer Mitwirkung an Der Equalizer kennengelernt.
Nowrasteh übernahm Regie und Drehbuch des Fernsehdramas The Day Reagan Was Shot (2001) mit Richard Dreyfuss, bei dem Oliver Stone einer der Produzenten war. Im Jahr 2002 brachte ihm das Drehbuch von The Day Reagan Was Shot und 2003 das Drehbuch von 10,000 Black Men Named George jeweils einen Literary Award bei den PEN Center USA West Literary Awards.
Cyrus Nowrasteh ist mit Betsy Giffen Nowrasteh, eigentlich Elizabeth Giffen Nowrasteh, verheiratet und hat zwei Kinder. Seine Frau schrieb das Drehbuch des Thrillers Under Pressure (Bad Day On the Block) (1997) mit Charlie Sheen in der Hauptrolle.

## Filmografie

### Drehbuchautor
- 1981: Falcon Crest (Fernsehserie)
- 1989: Angst über Los Angeles (Veiled Threat)
- 1990: DEA (Fernsehserie)
- 1995: Tödliche Zeilen (Jenipapo)
- 1996: Pacific Blue – Die Strandpolizei (Pacific Blue) (Fernsehserie)
- 1997: Nikita (La Femme Nikita)
- 1997: Der Advokat des Teufels (The Advocate's Devil)
- 1998: Norma Jean, Jack and Me (The Island)
- 2001: The Day Reagan Was Shot
- 2002: 10,000 Black Men Named George
- 2005: Into the West – In den Westen (Into the West) (Miniserie)
- 2006: The Path to 9/11 – Wege des Terrors
- 2016: Der junge Messias (The Young Messiah)

### Regisseur
- 1981: Falcon Crest (Fernsehserie)
- 1989: Angst über Los Angeles (Veiled Threat)
- 1998: Norma Jean, Jack and Me (The Island)
- 2001: The Day Reagan Was Shot
- 2016: Der junge Messias (The Young Messiah)

### Produzent
- 2006: The Path to 9/11 – Wege des Terrors